# Ferganobatrachus
Ferganobatrachus riabinini
Genre
Espèce
Ferganobatrachus est un genre fossile d'amphibiens préhistoriques. Son espèce type est Ferganobatrachus riabinini et, en 2022, ce genre est reste monotypique.

## Présentation
Ferganobatrachus riabinini est encore fort peu attesté, dans la mesure où il n'a été observé qu'à travers quelques fossiles (cinq collections en 2022) au Kirghizistan, sous une seule espèce, Ferganobatrachus riabinini, datant de la période 168-166 Ma au Jurassique moyen,. Une identification avec le genre Gobiops a été proposée et semble probable.

## Systématique
Le genre Ferganobatrachus et l'espèce Ferganobatrachus riabinini ont été décrits en 1991 par le paléontologue russe Lev Alexandrovich Nessov (d) (1947-1995).

### Publication originale
- (en) L. A. Nessov, « A Late Jurassic labyrinthodont (Amphibia, Labyrinthodontia) along other relict groups of vertebrates from northern Fergana », Paleontological Journal, vol. 24, no 3,‎ 1991, p. 83-90. .